# MyMBC (경북권)

myMBC는 대구·경북지역을 가시청권으로 하는 지상파DMB 방송국으로, 2008년 1월 31일에 개국하였다. 안동문화방송이 주사업자이며 대구문화방송, 포항문화방송과 공동으로 운영하고 있다.

## 연혁
- 2007년 8월 20일 : 지상파DMB 시험방송 개시 (학가산 송신소, 팔공산 송신소)
- 2008년 1월 31일 : 안동문화방송 지상파DMB방송국인 myMBC 개국 (학가산 송신소, 팔공산 송신소, 조항산 송신소)
- 2010년 8월 1일 : 임대채널 QBS+ 방송 종료
- 2014년 8월 26일 : 임대채널 GS SHOP 방송 시작
- 2015년 6월 15일 : 지상파DAB 채널 MBC FM 송출 중단
- 2015년 7월 1일 : 임대채널 CJ OSHOP 송출 시작
- 2018년 11월 1일 : 임대채널 GS SHOP 방송 종료
- 2022년 12월 1일 : CJ 온스타일 DMB 송출 중단.
- 2023년 10월 24일 : MY MBC 경북 DMB TV가 SD HD로 송출.

## 채널 구성
| 앙상블명 | 채널명      | 송출형식          | 자체/임대 |
| -------- | ----------- | ----------------- | --------- |
| myMBC    | myMBC       | 비디오 채널 (DMB) | 자체      |
| myMBC    | MY MBC DATA | 데이터 채널       | 자체      |

## 비디오 채널
- myMBC

대구, 경북권 문화방송계열 3사가 운영하는 채널이며 현재는 대구 MBC TV가 송출 된다.

## 데이터 채널
- MY MBC DATA

부가 데이터 서비스, 교통정보, 웹서비스 등 다양한 데이터 서비스를 제공하는 채널이다.
- DMB Drive

네비게이션에서 제공되는 TPEG 서비스이다.

## 방송 송출 시설망
- 호출부호 : HLAW-TDMB

| 송신소        | 물리채널           | 출력 | 송신소 위치                           | KBS 수신 안내      |
| ------------- | ------------------ | ---- | ------------------------------------- | ------------------ |
| 학가산 송신소 | CH 9A (187.280MHz) | 2㎾  | 경북 안동시 북후면 신전리 산69        | 충청권 MY MBC 송신 |
| 팔공산 송신소 | CH 7A (175.280MHz) | 2㎾  | 경북 영천시 신녕면 치산리 산141-5     | 강원 MY MBC 송신   |
| 구미 중계소   | CH 7A (175.280MHz) | 90W  | 경북 구미시 남통동 산94 금오산        | 충청권 MY MBC 송신 |
| 경주 중계소   | CH 7A (175.280MHz) | 90W  | 경북 경주시 건천읍 화천리 산14 벽도산 | 부울경 MY MBC 송신 |
| 조항산 송신소 | CH 7A (175.280MHz) | 2㎾  | 경북 포항시 남구 동해면 금광리 산28-3 | 강원 MY MBC 송신   |
| 울진 중계소   | CH 7A (175.280MHz) | 90W  | 경북 울진군 매화면 덕신리 산64-4      | 부울경 MY MBC 송신 |

## 같이 보기
- 디지털 멀티미디어 방송
- U-KBS
- TBC DMB